# Вільгельм Вандшнайдер
Вільгельм Вандшнайдер (нім. Wilhelm Wandschneider; 6 червня 1866, Плау-ам-Зе – 23 вересня 1942, Плау-ам-Зе) – німецький скульптор.

## Біографія
Народився у сім'ї художника-декоратора. З 1886 по 1894 навчався в Берлінській академії мистецтв, де його викладачами були Альберт Вольф, Фріц Шапер і Герхард Яненш.
У 1895 став учнем Рейнхольда Бегаса.
Після завершення навчання був скульптором-фрілансером, брав участь у кількох конкурсах на проекти пам'яток та фонтанів. До 1898 виграв три великі замовлення. В 1899 познайомився з герцогом Йоганном Альбертом Мекленбурзьким, якому сподобалися його роботи, і він розмістив кілька замовлень. Після цього його кар'єра по-справжньому пішла вгору, і період з 1897 по 1916 виявився для нього найуспішнішим. Натхненний позитивним відгуком, який він отримав на Всесвітній виставці в Сент-Луїсі в 1904 році, взяв участь у конкурсах на пам'ятники в різних місцях, як Маніла, Кейптаун і Кіто, але безуспішно. Нарешті отримав замовлення на пам'ятник Михайлу Андреасу Барклаю де Толлі в Ризі та отримав запрошення поборотися за створення пам'ятника у Сент-Луїсі, присвячене німецько-американським журналістам Карлу Шурцу, Емілю Преторіусу та Карлу Денцеру.

Після поразки Німеччини у Першій світовій війні багато художників вступили у період фінансових труднощів, оскільки було важко знайти замовлення від державних установ та приватних клієнтів. Часом скульптору доводилося годувати шістьох дітей у місцевій їдальні. Його єдина робота виходила від військових товариств, які прагнули вшанувати пам'ять своїх полеглих товаришів. У 1925 році йому довелося продати свій будинок та майстерню в Берліні, щоб скоротити витрати, повернувшись на батьківщину Плау. Жителі з ентузіазмом зустріли свого знаменитого земляка, влаштувавши виставку його гіпсових скульптур у приміщенні місцевої школи. Цей міні-музей діяв до 1947 року. Незважаючи на те, що він був політично консервативним, 1930 року вступив до НСДАП, можливо, щоб забезпечити собі працевлаштування.

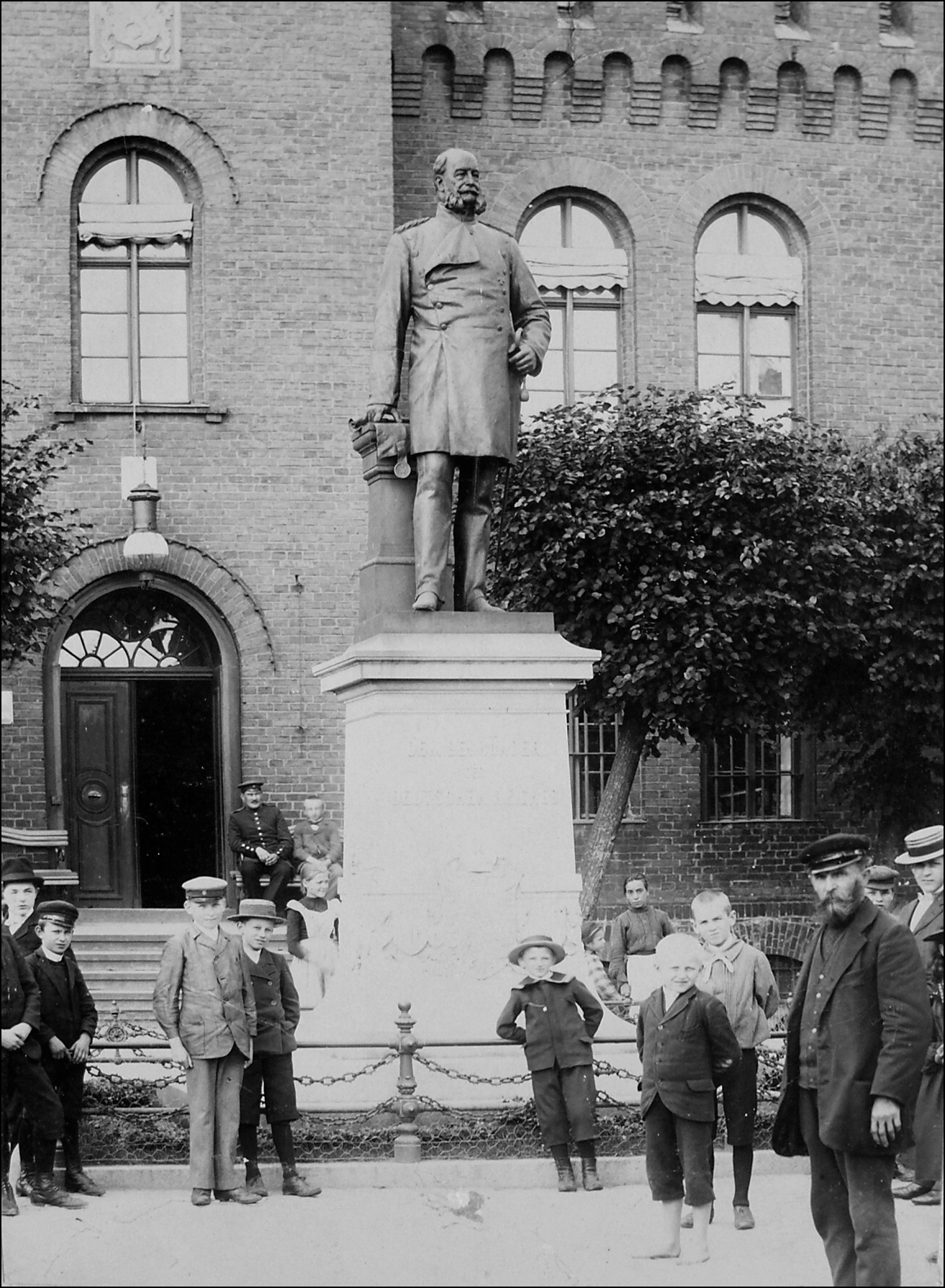
Пам'ятник імператору Вільгельму I
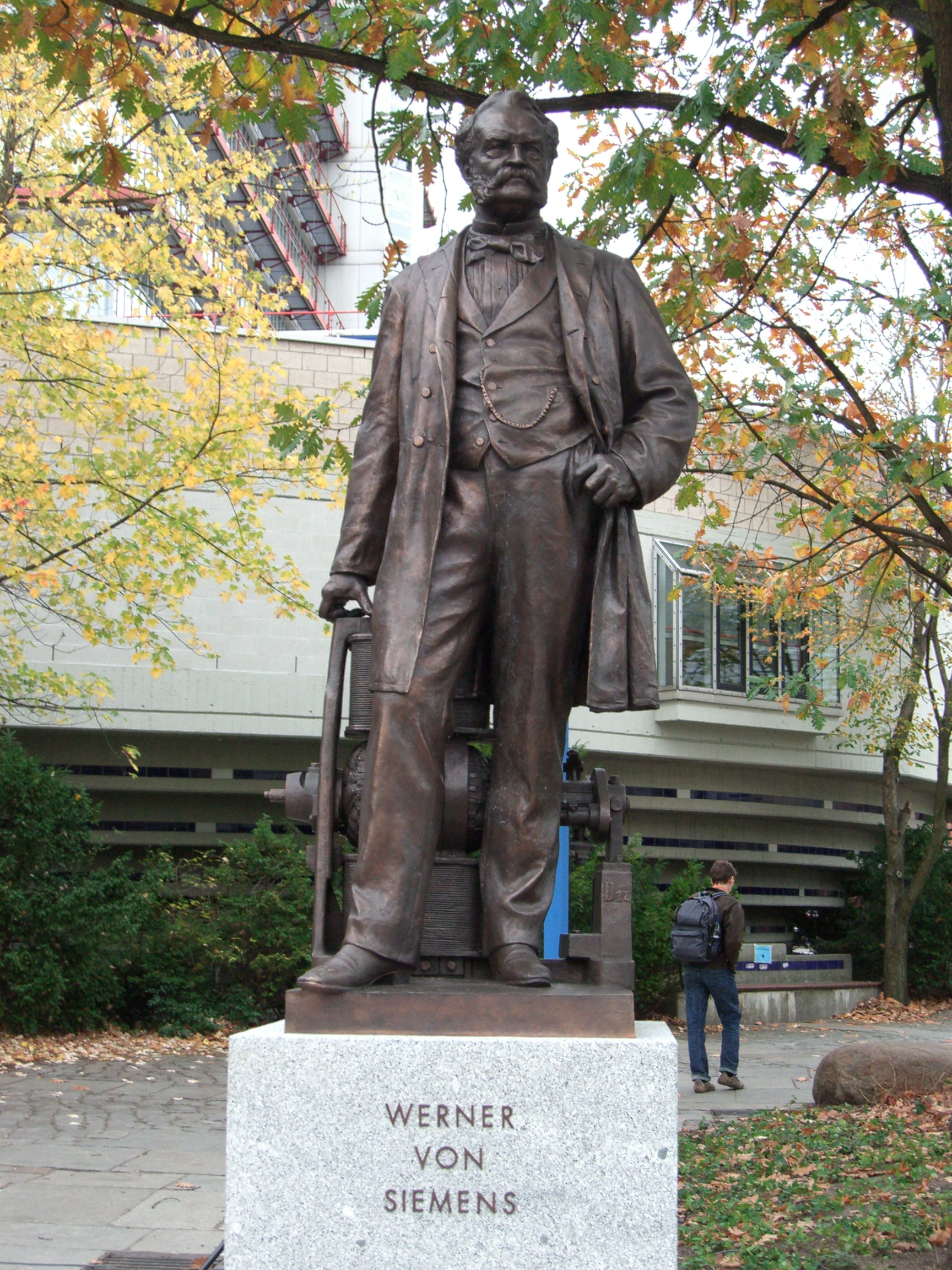
Пам'ятник Вернеру фон Сіменсу
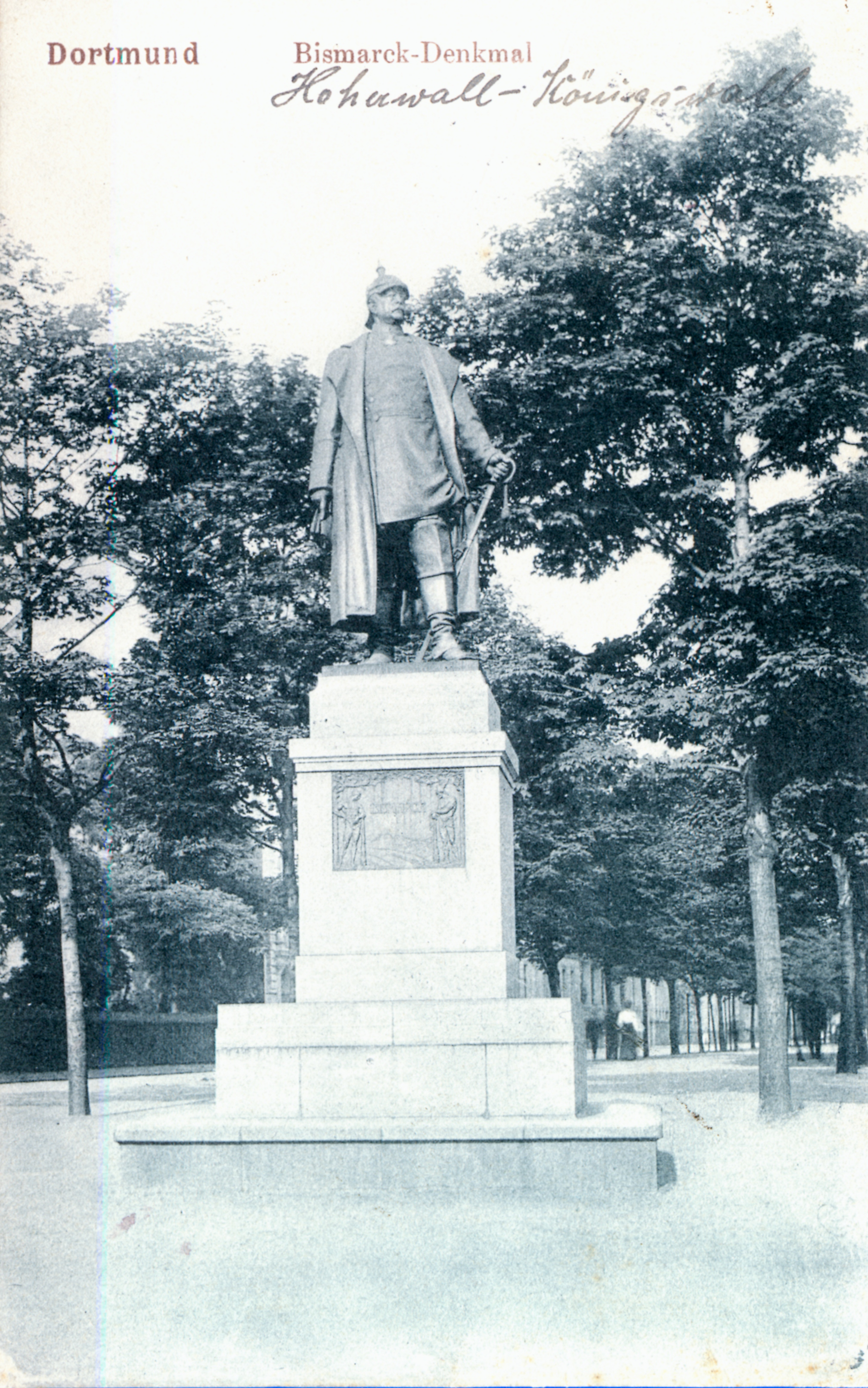
Пам'ятник Отто фон Бісмарку
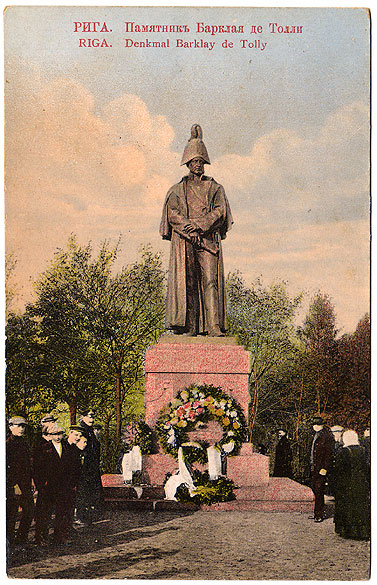
Пам'ятник Барклаю-де-Толлі (Ріга)
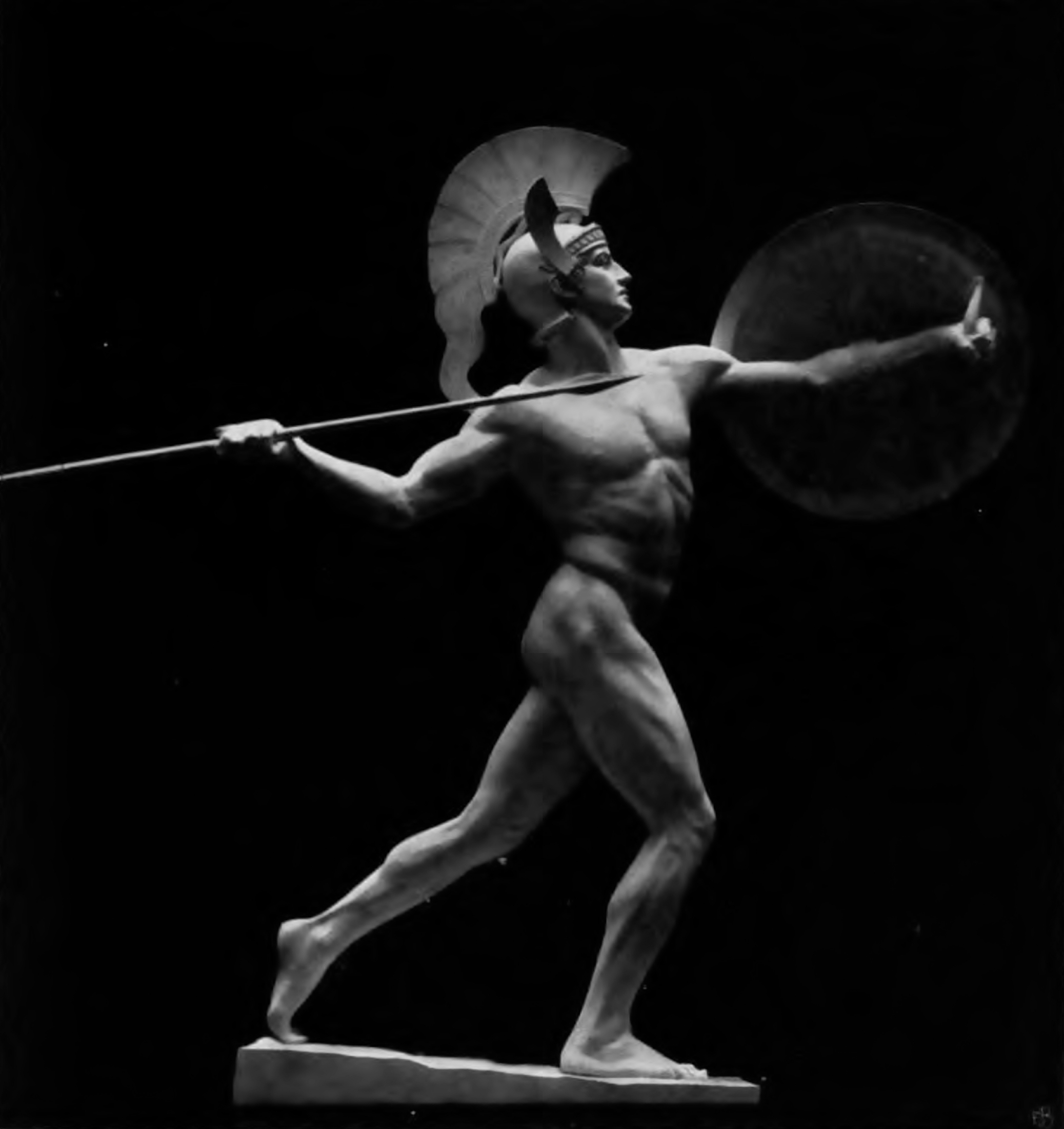
Ахілл
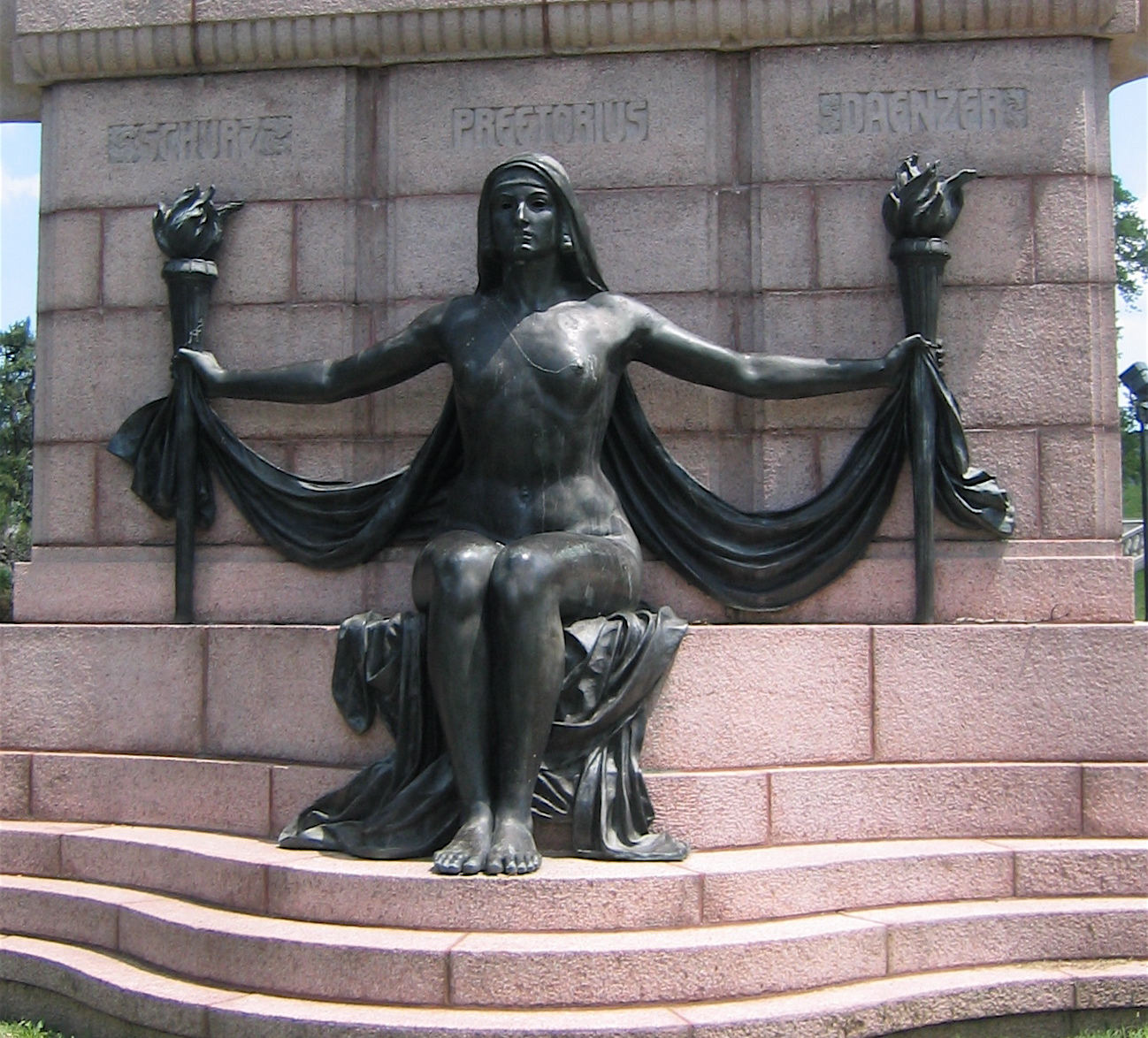
"Гола правда"
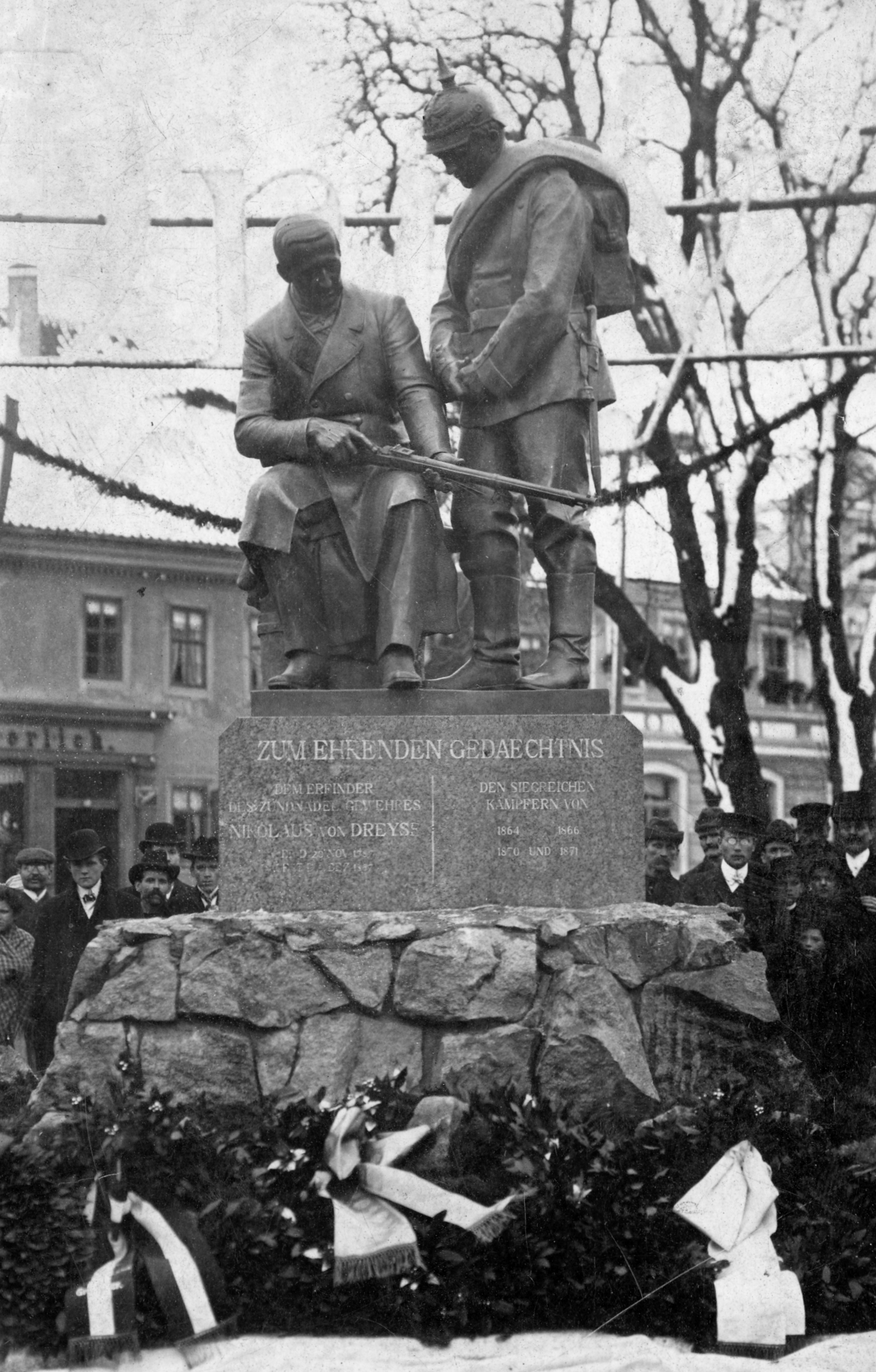
Пам'ятник Дрейзі
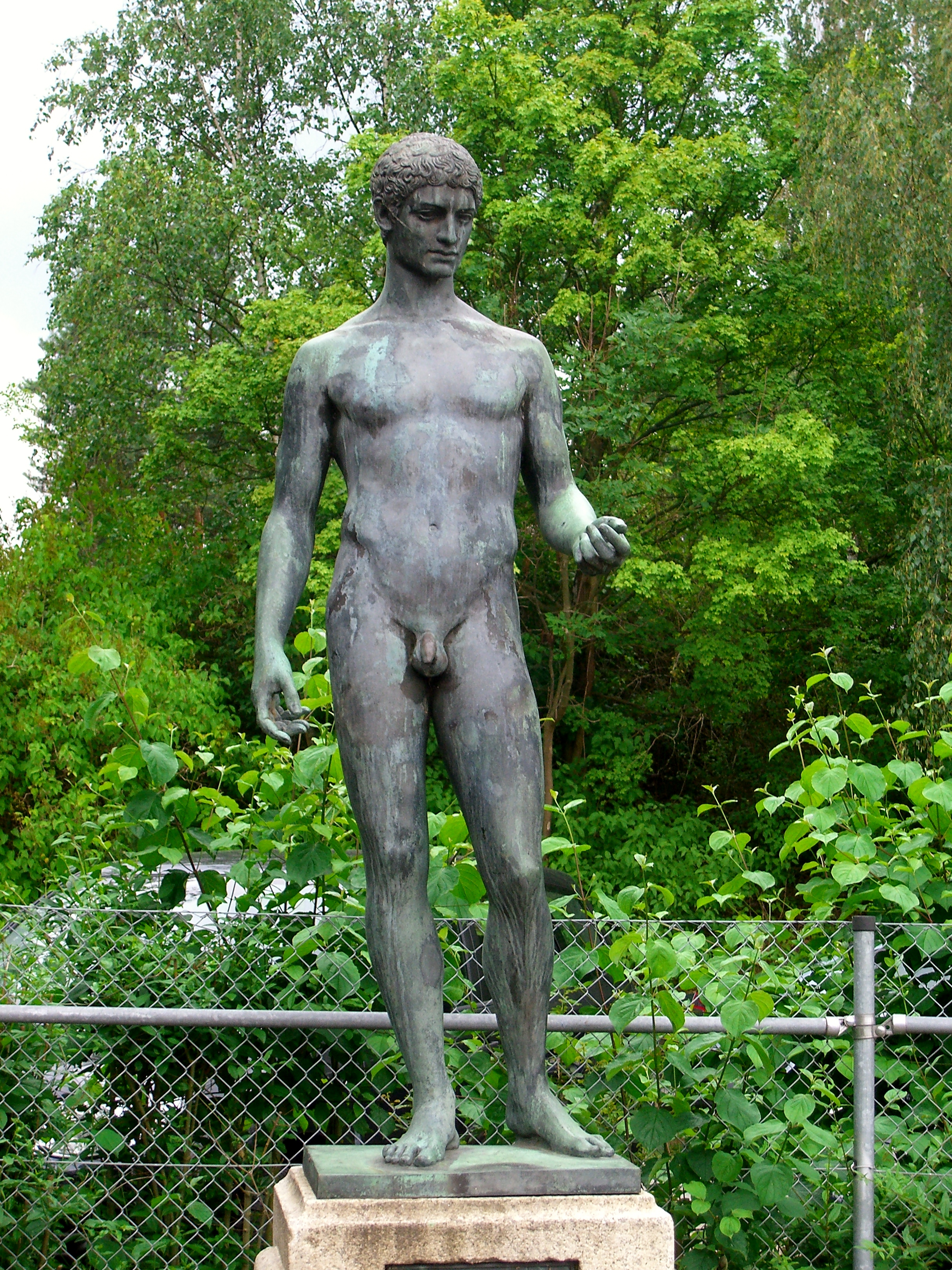
Переможець
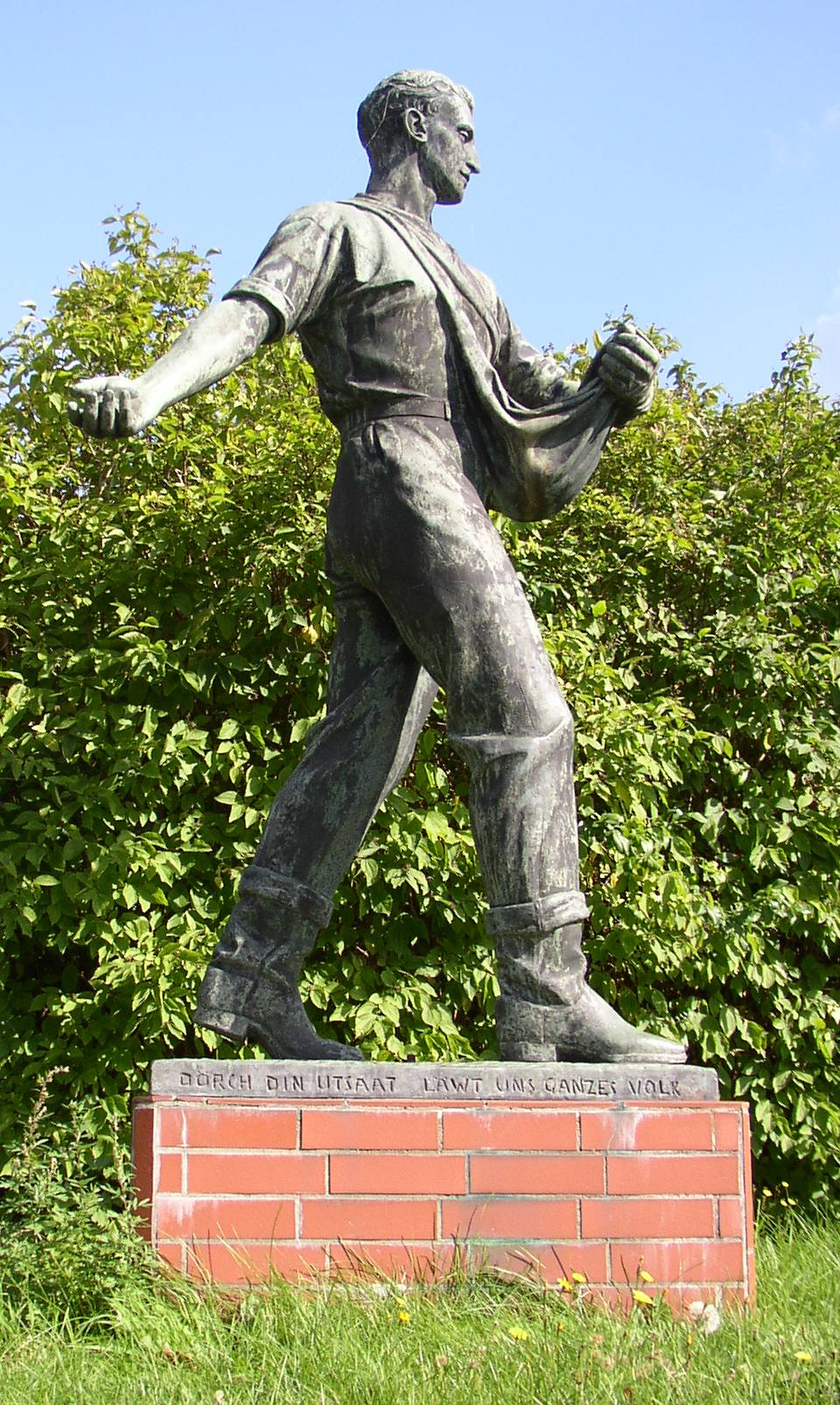
Сівач
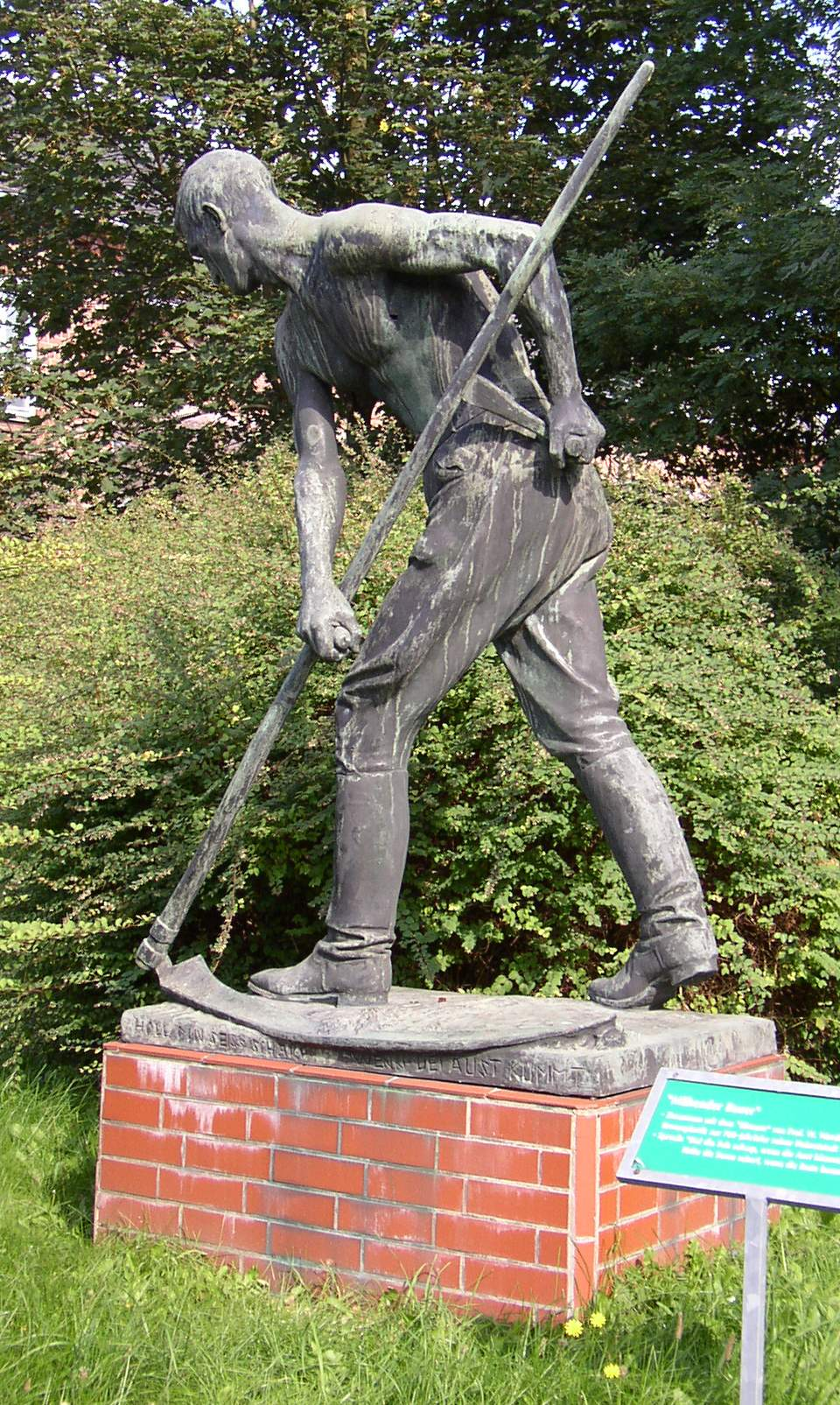
Косар
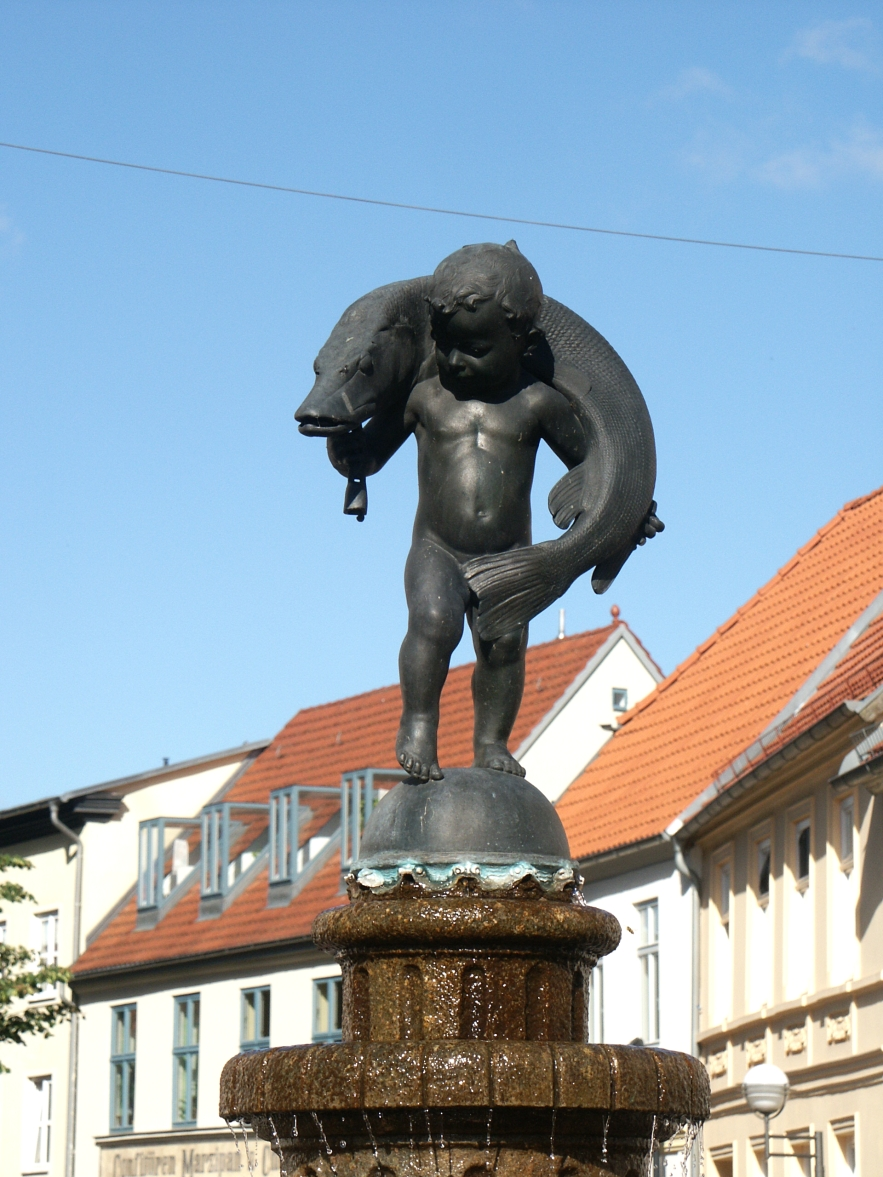
Щучий фонтан